# Puig Castellar (Darnius)
El Puig Castellar és una muntanya de 403 metres que es troba al municipi de Darnius, a la comarca catalana de l'Alt Empordà.